# Dhyana
Dieser Artikel wurde in der Qualitätssicherung Religion eingetragen. Hilf mit, die inhaltlichen Mängel dieses Artikels zu beseitigen, und beteilige dich an der Diskussion.

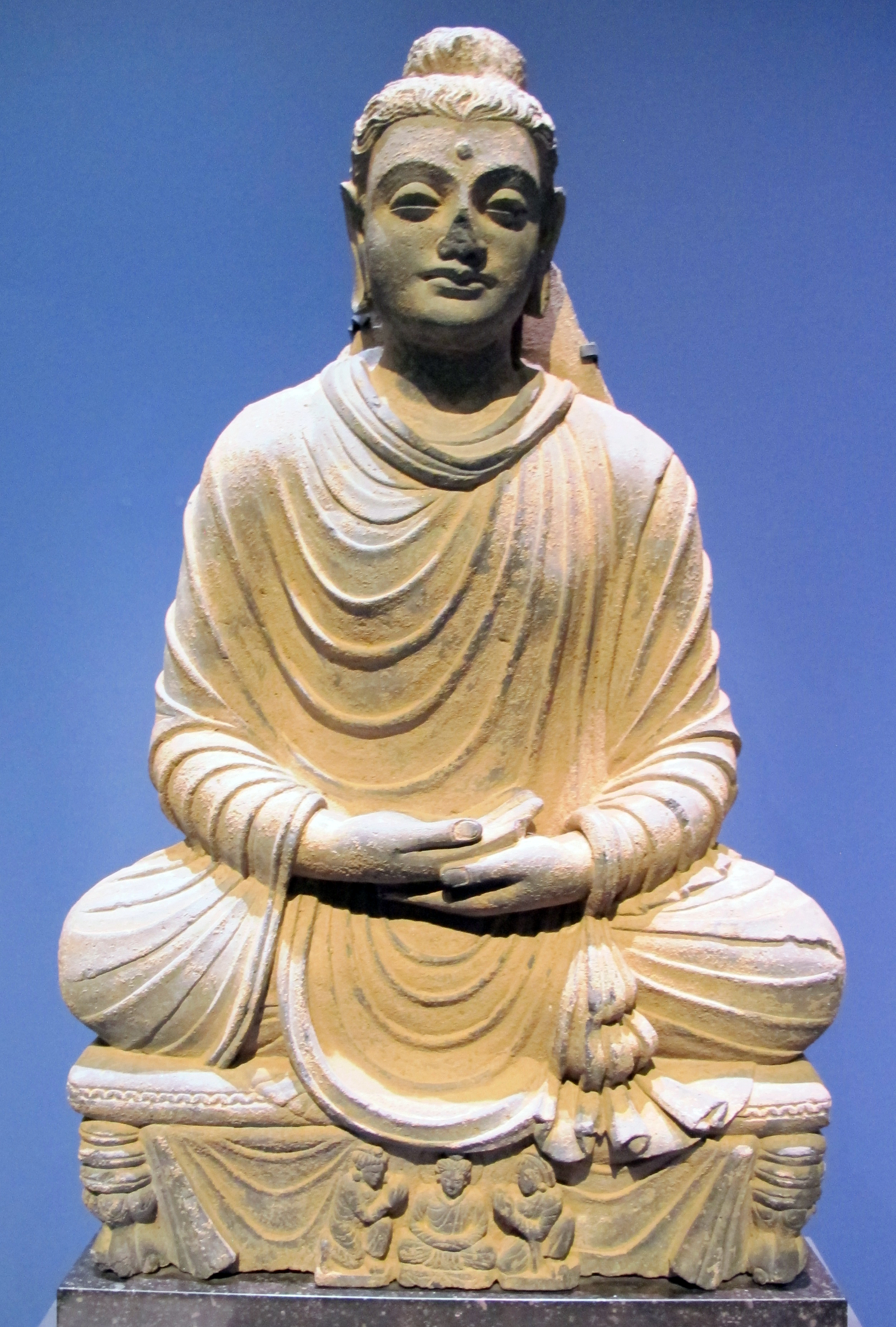
Buddha in Meditationshaltung (dhyanamudra), Gandhara-Kunst, (1.–4. Jh.)

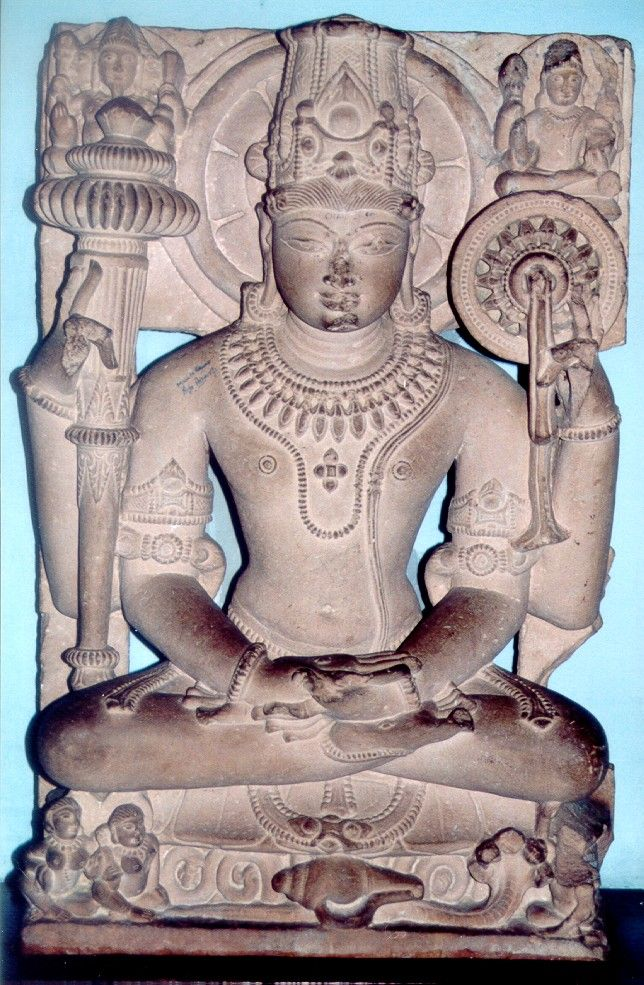
Vishnu in Meditation (10.–12. Jh.)

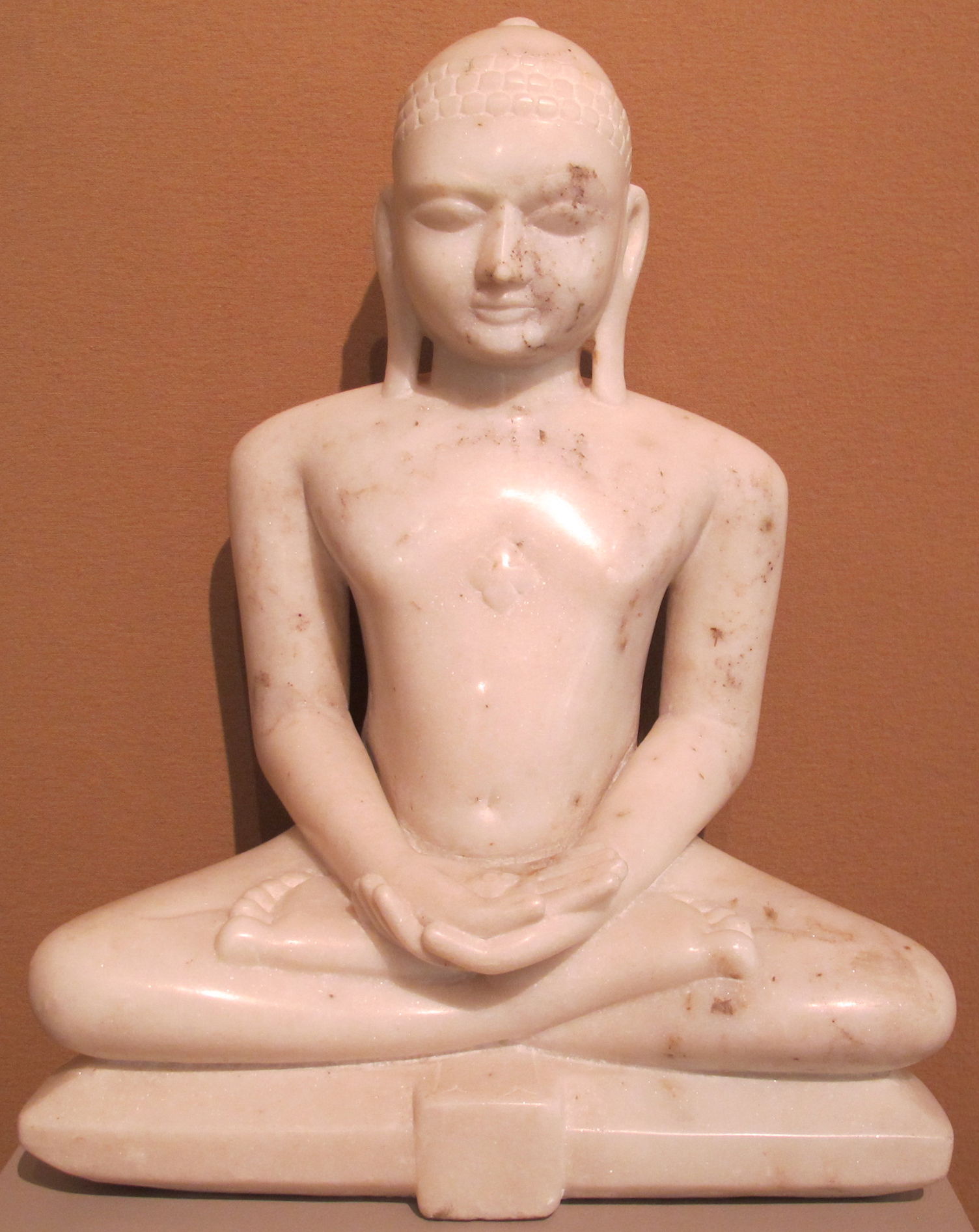
Jain-Tirthankara in Meditationshaltung, Indien (18. Jh.)

Dhyana (Sanskrit, n., ध्यान, dhyāna, Meditation; vgl. Pali: Jhāna, oft als Glühen, Brennen übersetzt) bezeichnet in der indischen Yoga-Philosophie die höheren Bewusstseinszustände der Meditation oder der Versenkung. Dhyana lässt sich als ein Erfahrungsakt der reinen Beobachtung beschreiben, bei der das menschliche Ego und seine Gedanken keine Rolle mehr spielen; der Zustand der Zeitlosigkeit und der kosmischen Verbundenheit wird erfahrbar.

## Verwendung des Begriffes im Hinduismus
Der Begriff ist in allen Werken zu finden, die sich mit Meditation beschäftigen, unter anderen in den Upanischaden, in der Bhagavad Gita und in den Yogasutras des Patanjali.
Dhyana ist die 7. Stufe des Raja Yoga und folgt auf Pratyahara und Dharana. Die achte und letzte Stufe wird als Samadhi bezeichnet. Patanjali erklärt in seinem im Yogasutra (3.1–2), dem Leitfaden für Yoga, den Unterschied: „Das Fixieren des Geistes an eine Stelle ist Dharana (Konzentration). Das beständige Fließen einer einzigen Vorstellung dorthin ist Dhyana.“

## Verwendung des Begriffes im Buddhismus
Der Begriff lautet im Buddhismus Jhana, wo er verschiedene Zustände bezeichnet, die durch ein Sammeln der Achtsamkeit (Pali: Sati; Sanskrit: smṛti स्मृति) erlangt werden können. In dieser Hinsicht werden die acht Jhanas wie unten angeführt weit verbreitet als Stufen der Konzentration angesehen, während welcher bestimmte geistige Fähigkeiten (wie z. B. die Tätigkeit der sechs Sinne) nicht mehr vorhanden sind. Nach Verbreitung des Buddhismus in China wurde daraus das chinesische Chan, was dann später im Japanischen zu Zen, in Korea „Seon“ und in Vietnam „Thien“ wurde. Auf Tibetisch heißt Dhyana „bsam gtan“.

### Die acht Jhānas
Im Pali-Kanon, etwa im Anupada Sutta, werden die Elemente der acht Jhanas aufgezählt.
Die vier feinkörperlichen Jhanas (rūpajjhāna) werden so genannt, weil sie im Körper lokalisierbar sind und Entsprechungen im Alltagserleben haben:
- Pathamajjhāna – Hinwendung des Geistes
- Dutiyajjhāna – innere Beruhigung
- Tatiyajjhāna – Gleichmut
- Catutthajjhāna – Reinheit der Achtsamkeit

Diese vier Jhānas werden in der Mahā-Assapura Sutta (Majjhima-Nikaya 39) in den Versen 15 bis 18 wie folgt beschrieben:
15. „Nachdem er diese fünf Hindernisse überwunden hat, die Unvollkommenheiten des Herzens, die die Weisheit schwächen, tritt er ganz abgeschieden von Sinnesvergnügen, abgeschieden von unheilsamen Geisteszuständen, in die erste Vertiefung ein, die von anfänglicher und anhaltender Hinwendung des Geistes begleitet ist, und verweilt darin, mit Verzückung und Glückseligkeit, die aus der Abgeschiedenheit entstanden sind.“
16. „Wiederum, ihr Bhikkhus, tritt ein Bhikkhu mit der Stillung der anfänglichen und anhaltenden Hinwendung des Geistes (zum Meditationsobjekt) in die zweite Vertiefung ein, die innere Beruhigung und Einheit des Herzens ohne anfängliche und anhaltende Hinwendung des Geistes enthält, und verweilt darin, mit Verzückung und Glückseligkeit, die aus der Konzentration entstanden sind.“
17. „Wiederum, ihr Bhikkhus, tritt ein Bhikkhu mit dem Verblassen der Verzückung, in Gleichmut verweilend, achtsam und wissensklar, voll körperlich erlebter Glückseligkeit, in die dritte Vertiefung ein, von der die Edlen sagen: 'Glückselig verweilt derjenige, der voll Gleichmut und Achtsamkeit ist', und verweilt darin.“
18. „Wiederum, ihr Bhikkhus, tritt ein Bhikkhu mit dem Überwinden von Glück und Schmerz und dem schon früheren Verschwinden von Freude und Trauer, in die vierte Vertiefung ein, die aufgrund von Gleichmut Weder-Schmerzhaftes-noch-Angenehmes und Reinheit der Achtsamkeit in sich hat, und verweilt darin.“

#### Arūpajhāna
Die vier formlosen oder die-Körperlichkeit- überwindenden Jhanas sind die folgenden:
- ākāsanañcayatana – Raumunendlichkeit : Der Meditierende entdeckt, dass kein Objekt existiert, sondern nur leerer unbegrenzter Raum
- Viññānañcâyatana – Bewusstseinsunendlichkeit : Raum hat keine Existenz. Es verbleibt die Wahrnehmung von unbegrenztem Bewusstsein.
- ākiñcaññâyatana – Leerheit : Es existiert kein Bewusstsein, sondern nur Leerheit.
- Nevasaññā-nasaññayatana – Es verbleibt Weder-Wahrnehmung-noch-Nichtwahrnehmung

#### Nirodha Samāpatti
Nach dem Überwinden des achten Jhānas gelangt man in den Zustand der Erlöschung von Wahrnehmung und Empfindung (pi. saññāvedayitanirodham). Im Majjhima-Nikaya steht hierzu:
„Wiederum, ihr Bhikkhus, mit dem völligen Überwinden des Gebiets von Weder-Wahrnehmung-Noch-Nichtwahrnehmung trat Sariputta in das Erlöschen von Wahrnehmung und Empfindung ein und verweilte darin. Und seine Triebe wurden aufgehoben, indem er mit Weisheit sah. Er trat achtsam aus jenem Erreichungszustand heraus. Nachdem er das getan hatte, betrachtete er die vergangenen Zustände, die aufgehört und sich verändert hatten, folgendermaßen: ‚Diese Zustände treten also tatsächlich in Erscheinung, nachdem sie vorher nicht vorhanden waren; nach ihrem Vorhandensein zerfallen sie‘. In Bezug auf jene Zustände verweilte er, ohne angezogen zu werden, ohne abgestoßen zu werden, unabhängig, ungebunden, frei, losgelöst, mit einem unbeschränkten Herzen. Er verstand: ‚Es gibt nichts mehr jenseits davon‘, und mit der Pflege jenes Erreichungszustands bestätigte er, daß es nichts mehr gibt.“

## Dhyanamudra
Zu den Handhaltungen (mudras) Buddhas gehört bereits in den frühesten Darstellungen seiner Person in der Gandhara-Kunst (1.–4. Jahrhundert) auch die Meditationshaltung (dhyanamudra), bei der die geöffneten und nach oben weisenden Handflächen im Schoß ineinandergelegt sind – die rechte Hand stets zuoberst. Diese Darstellungsweise wurde in der Jainistischen Kunst zur zentralen Ausdrucksform für die zumeist sitzenden Tirthankaras erhoben.

## Einzelbelege
1. 1 2  Anupada Sutta (Majjhima Nikaya 111). Übersetzungen: Bhikkhu Mettiko (de.); Thanissaro Bhikkhu (englisch)